# Легион Смерти
«Легио́н Сме́рти» (англ. Legion of Doom) или более известный как «Роковой Легион» — прозвище первого звена хоккейного клуба «Филадельфия Флайерз» в 1995—1997 годах, в составе центрального форварда Эрика Линдроса, левого форварда Джона Леклера и правого форварда Микаэля Ренберга. Звено получило прозвище за способность морально подавлять соперника и умение вести жёсткую игру. Этот термин был впервые употреблён игроком «Филадельфии» Джимом Монтгомери и взят на вооружение известным комментатором Джином Хартом.
Звено было сформировано в регулярном сезоне 1994/1995 в результате обмена Марка Рекки на Джона Леклера, Эрика Дежардена и Жильбера Дионна. Его дебют состоялся 11 февраля 1995 года в гостевом поединке против «Нью-Джерси Девилз». «Филадельфия» победила — 3:1, а Джон Леклер забросил свою первую шайбу в составе «Легиона». За оставшиеся 37 матчей сезона (включая встречу с «Нью-Джерси») «Легион» набрал 176 очков (80 шайб и 96 передач), а «Филадельфия» одержала 25 побед.
В регулярном сезоне 1995/1996 «Легион» серьёзно улучшил своё достижение, преодолев планку в 250 очков (121 шайба и 134 передачи).
В регулярном сезоне 1996/1997, который стал для него последним, «Легион» набрал 234 очка (104 заброшенных шайбы и 131 голевая передача), а также внёс весомый вклад для выхода «Филадельфии» в финал Кубка Стэнли (26 шайб и 32 передачи). Впрочем, в финале «Филадельфия» уступила «Детройту» в четырёх встречах.
В регулярном сезоне 1997/1998 Микаэль Ренберг был обменян на Криса Грэттона, и «Легион Смерти» прекратил своё существование.